# Plagiorhynchus golvani
Plagiorhynchus golvani är en hakmaskart som beskrevs av Schmidt och Kuntz 1966. Plagiorhynchus golvani ingår i släktet Plagiorhynchus och familjen Plagiorhynchidae. Inga underarter finns listade i Catalogue of Life.